# West Milford (Virgínia de l'Oest)
West Milford és una població dels Estats Units a l'estat de Virgínia de l'Oest. Segons el cens del 2000 tenia 651 habitants.

## Demografia
Segons el cens del 2000, West Milford tenia 651 habitants, 236 habitatges, i 189 famílies. La densitat de població era de 474,2 habitants per km².
Dels 236 habitatges en un 40,7% hi vivien nens de menys de 18 anys, en un 64% hi vivien parelles casades, en un 11% dones solteres, i en un 19,9% no eren unitats familiars. En el 16,5% dels habitatges hi vivien persones soles el 6,8% de les quals corresponia a persones de 65 anys o més que vivien soles. El nombre mitjà de persones vivint en cada habitatge era de 2,76 i el nombre mitjà de persones que vivien en cada família era de 3,07.
Per edats la població es repartia de la següent manera: un 28% tenia menys de 18 anys, un 7,5% entre 18 i 24, un 32,6% entre 25 i 44, un 20,4% de 45 a 60 i un 11,5% 65 anys o més.
L'edat mediana era de 35 anys. Per cada 100 dones de 18 o més anys hi havia 89,1 homes.
La renda mediana per habitatge era de 32.250 $ i la renda mediana per família de 34.583 $. Els homes tenien una renda mediana de 30.000 $ mentre que les dones 22.292 $. La renda per capita de la població era de 16.527 $. Entorn del 6,7% de les famílies i el 10,7% de la població estaven per davall del llindar de pobresa.

## Poblacions més properes
El següent diagrama mostra les poblacions més properes.